# Independent Spirit Awards
Filmová cena Independent Spirit Awards , označovaná také jako cena Spirit Awards je filmová cena udělovaná každý rok nezávislým filmařům. Ceremoniál probíhá v Santa Monice v Kalifornii, většinou den před ceremoniálem Oscarů (od roku 1999). Je vysílán stanicí IFC v USA, Hollywood Suite v Kanadě a A&E v Latinské Americe.

## Kategorie
- Nejlepší film
- Nejlepší režie
- Nejlepší první film
- Nejlepší ženský herecký výkon v hlavní roli
- Nejlepší mužský herecký výkon v hlavní roli
- Nejlepší ženský herecký výkon ve vedlejší roli
- Nejlepší mužský herecký výkon ve vedlejší roli
- Nejlepší scénář
- Nejlepší první scénář
- Nejlepší cizojazyčný film
- Nejlepší dokument
- Nejlepší kamera
- Nejlepší střih
- Cena Johna Cassavetese
- Cena Roberta Altmana
- Ocenění Someone to Watch Award (objev roku)
- Ocenění Piaget Producers Award (nejlepší producent)
- Ocenění Truer than Fiction Award (pravdivější než fikce)
- Ocenění Bonnie Award